# Pimenta Bueno (kommun)
Pimenta Bueno är en kommun i Brasilien.   Den ligger i delstaten Rondônia, i den centrala delen av landet, 1 500 km väster om huvudstaden Brasília. Antalet invånare är 33 754.
Följande samhällen finns i Pimenta Bueno:
- Pimenta Bueno

Omgivningarna runt Pimenta Bueno är huvudsakligen savann. Trakten runt Pimenta Bueno är nära nog obefolkad, med mindre än två invånare per kvadratkilometer.